# Horst Holubeck
Horst Holubeck (* 14. Februar 1947; † 27. April 2020) war ein deutscher Fußballspieler. Der Torhüter absolvierte beim SC Viktoria Köln von 1978 bis 1981 in der 2. Bundesliga 42 Spiele. In den Jahren 1975 und 1976 hütete er in drei Länderspielen das Tor der deutschen Nationalmannschaft der Amateure.

## Laufbahn
Den ersten Karrierehöhepunkt, der über die lokalen Grenzen reichte, erlebte Horst Holubeck als Torhüter der Amateurmannschaft des 1. FC Köln in der Saison 1973/74. In der Verbandsrunde belegten die Amateure des Bundesligisten zwar nur den siebten Rang, aber mit der Verbandsauswahl des Mittelrheins gewann der Torhüter den Wettbewerb des Länderpokals. Zuerst setzte sich der Mittelrhein unter Verbandstrainer Klaus Röllgen in den Gruppenspielen gegen den Niederrhein, Bremen und das Saarland durch. Das Halbfinale gegen die Auswahl von Bayern endete am 13. April 1974 1:1 nach Verlängerung und brachte im Elfmeterschießen die Entscheidung für den Mittelrhein. Im Endspiel setzten sich Holubeck und Kollegen – unter anderem Manfred Eickerling, Gerhard Kentschke, Willi Rehbach – am 15. April in Herford knapp mit 1:0 gegen Westfalen durch, in dessen Reihen der junge Verteidiger Udo Horsmann auf sich aufmerksam machte.
Da sich Holubeck keine ernsthafte Chance zur Aufnahme in den Lizenzkader der „Geißbock-Elf“ ausrechnete – Torhüter des Bundesligisten waren Toni Schumacher und Gerd Welz und aus der Jugend wurde zusätzlich Wolfgang Mattern übernommen –, schloss er sich zur Saison 1974/75 Viktoria Köln in der Verbandsliga Mittelrhein an. Herausragend wurden die Spiele im DFB-Pokal. Über die Stationen Stuttgarter Kickers (4:0), Usinger TSG (6:1 n. V.) und Eintracht Braunschweig (2:1) führte der Weg in das Achtelfinale gegen Borussia Dortmund. Am 16. März 1975 war Holubecks Leistung im Tor der Viktoria ein Garant für das 0:0-Heimremis nach Verlängerung. Spieler wie Klaus Ackermann, Burkhard Segler und Zoltan Varga auf Seiten des BVB konnten den Viktoria-Keeper an diesem Tag nicht bezwingen. Zehn Tage später wurde das Wiederholungsspiel in Dortmund mit 0:3 verloren. Am Ende der Saison führte der DFB mit seiner Amateurnationalmannschaft eine Asienreise durch. Holubeck gehörte neben dem weiteren Torhüter Manfred Behrendt dem Reisekader an. Unter dem damalig zuständigen DFB-Trainer Jupp Derwall absolvierte er seine ersten zwei Einsätze in der Amateurnationalelf: am 5. Juli in Peking gegen China (1:1) und am 8. Juli in Singapur gegen Singapur (4:1). Mitspieler waren unter anderem Gernot Rohr, die Zwillingsbrüder Heinz und Ernst Traser, Uli Stielike, Egon Schmitt, Lorenz-Günther Köstner, Norbert Eder und Hans-Otto Hiestermann.
In den zwei Runden 1975/76 und 1976/77 erreichte er mit der schwarz-weiß-roten Viktoria jeweils den dritten Rang; das Aufstiegsziel in die 2. Bundesliga wurde verfehlt. Am 9. März 1976 absolvierte Holubeck sein drittes Länderspiel mit der Amateurnationalmannschaft. In Offenburg schlugen die DFB-Amateure Österreich mit 1:0. Der Kölner wurde in der zweiten Halbzeit für Jürgen Muche eingewechselt. In der Saison 1977/78 gelang der Elf von der Viktoria-Kampfbahn in Köln-Höhenberg unter Trainer Fritz Pott der Meisterschaftsgewinn in der Mittelrheinliga. Den Aufstieg in die Nordgruppe der 2. Bundesliga erreichte Holubeck mit Mitspielern wie Manfred Dörper, Manfred Kreis, Dieter Matt, Klaus Czizewski und Jürgen Jendrossek nach der erfolgreichen Aufstiegsrunde gegen den DSC Wanne-Eickel, den VfL Wolfsburg und Göttingen 05 mit 9:3 Punkten.
Im ersten Jahr in der 2. Bundesliga, 1978/79, behauptete sich der Ex-Amateurnationaltorhüter gegen Slobodan Topalović. Er kam auf 29 Ligaspiele und Topalovic auf elf. Im Angriff konnte Neuzugang Kurt Pinkall mit neun Treffern in 34 Ligaeinsätzen Akzente setzen. Holubeck debütierte in der 2. Bundesliga am 12. August 1978 beim mit 1:2 verlorenen Auswärtsspiel gegen Bayer 05 Uerdingen. Am Schlusstag beendete er am 9. Juni 1979 mit einem 2:0-Auswärtserfolg bei Hannover 96 auf dem 16. Rang die Runde. Ernst-Günter Habig hatte im März 1979 Trainer Pott abgelöst. Zur Runde 1979/80 kam Bernd Helmschrot zum Club der rechtsrheinischen Kölner Gebiete und absolvierte alle 38 Ligaspiele; Holubeck blieb beim Erreichen des vierten Platzes in der 2. Bundesliga nur der Platz auf der Ersatzbank.
Im letzten Jahr der 2. Bundesliga in den zwei Staffeln Süd und Nord, 1980/81, belegte die Viktoria in der 22er-Nordstaffel den elften Rang. In 13 Ligaspielen konnte Holubeck an der Seite von Mitspielern wie Klaus Albert, Roland Mall, Burkhard Segler, Jürgen Jendrossek, Reiner Künkel und Bernhard Hermes nochmals sein Können unter Beweis stellen. Am zwölften Spieltag – im Auswärtsspiel bei Tennis Borussia Berlin (2:2) am 7. Oktober 1980 – vertrat er erstmals Stammtorhüter Helmschrot. In beiden Spielen gegen den Lokalrivalen Fortuna Köln (2:3; 2:2) im Oktober 1980 und im April 1981 stand er im Tor. Sportlich ragten die Spiele gegen die zwei Bundesligaaufsteiger Eintracht Braunschweig (2:1) und im Nachholspiel am 16. Mai 1981 gegen Werder Bremen (0:0) heraus. Holubeck konnte sich mit der Viktoria nicht für die ab 1981/82 eingeführte eingleisige 2. Bundesliga qualifizieren und spielte mit seinem Verein deshalb in der Amateuroberliga Nordrhein.
Er erreichte mit Viktoria Köln 1982 die Vizemeisterschaft und zog in den Wettbewerb um die deutsche Amateurmeisterschaft ein. Da setzte sich aber in den zwei Spielen am 30. Mai und 5. Juni der spätere Deutsche Amateurmeister Mainz 05 um Spielführer Herbert Scheller und Trainer Herbert Dörenberg jeweils mit 4:1 durch. Holubeck beendete im Amateurlager seine langjährige Spielerlaufbahn.
Holubeck starb 2020 im Alter von 73 Jahren. Auf seinen Wunsch hin fand eine Seebestattung in der Ostsee statt.